# Josh Zeid
Joshua Alexander Zeid (né le 24 mars 1987 à New Haven, Connecticut, États-Unis) est un lanceur de relève droitier des Ligues majeures de baseball sous contrat avec les Tigers de Détroit.

## Carrière
Josh Zeid est repêché au 10e tour de sélection par les Phillies de Philadelphie en 2009 alors qu'il joue au baseball pour le Green Wave de l'Université Tulane à La Nouvelle-Orléans. Avant de se joindre à Tulane, il avait évolué pour les Commodores de l'Université Vanderbilt à Nashville. 
Zeid joue en ligues mineures dans l'organisation des Phillies. Le 29 juillet 2011, Philadelphie échange les lanceurs droitiers Jarred Cosart et Josh Zeid, le voltigeur Domingo Santana ainsi que le premier but Jon Singleton, tous joueurs des mineures, aux Astros de Houston pour acquérir Hunter Pence, un joueur de champ extérieur. Après deux années supplémentaires dans les mineures, où il complète la transition de lanceur partant vers lanceur de relève, Zeid fait ses débuts dans le baseball majeur avec les Astros le 30 juillet 2013.
Zeid lance 48 manches et un tiers en 48 matchs pour les Astros en 2013 et 2014 et remet une moyenne de points mérités de 5,21.
Il est réclamé au ballottage par les Tigers de Détroit le 20 novembre 2014.